# Timonier (marine)
Dans la marine militaire le timonier est le marin qui participe à la conduite nautique d'un bâtiment de guerre, directement ou indirectement. Dans la marine marchande, le timonier gouverne le navire avec la barre (franche, à roue ou à « joystick ») et exécute les ordres de l'officier de quart ou du capitaine ;

## Différence entre marine marchande et marine de guerre
Dans la marine de guerre, on parle de navigateur timonier. Il est chargé de seconder à la passerelle l'officier chef du quart d'un bâtiment (gestion de la documentation nautique et des cartes, entretien et mise en œuvre des matériels de navigation et de passerelle, etc.) ainsi que des moyens de transmission par signaux flottants lumineux (pavillons), signaux à bras, signaux lumineux « scott » (projecteurs) et radiotéléphonie ; contrairement à une idée reçue, dans la Marine nationale française le timonier ne tient pas la barre : c'est là le rôle de l'homme de barre, plutôt assuré par un manœuvrier.